# Ur-Ninurta
Ur-Ninurta (em acádio: 𒀭𒄿𒁲𒀭𒁕𒃶; romaniz.: dur-dnin-urta) foi o sexto rei da primeira dinastia de Isim, da Suméria e da Acádia. A Lista Real Sumeriana datam o seu reinado por volta de 28 anos (entre 1 923 a.C. até 1 896 a.C.). Foi sucedido por seu filho Bur-Sim.

## Reinado
Ur-Ninurta era o ixipu (que é uma categoria sacerdotal) de Eridu e um sacerdote em Uruque. Ele chegou ao trono de Isim depois de um golpe contra seu antecessor Lipite-Istar. Invadiu Larsa durante os reinados de Gungunum e Abisare, que eventualmente os matou.
Um código, semelhante a outros códigos sumérios, chamado Código de Ur-Ninurta, é preservado no reinado de Ur-Ninurta. No texto, escrito em prosa, ele parece mitificado como restaurador da justiça, ordem e religião em Isim após o dilúvio.